# إدواردو إسبينوزا (لاعب كرة قدم)
إدواردو إسبينوزا (بالإسبانية: Eduardo Espinoza)‏ هو لاعب كرة قدم بوليفي في مركز الدفاع، ولد في 9 يناير 1934 في بوليفيا. شارك مع منتخب بوليفيا لكرة القدم. أما مع النوادي، فقد لعب مع Club 31 de Octubre ‏.